# حسان تناري
حسان التناري (1960 - 3 ديسمبر 2004) هو عازف آلة قانون موسيقية سوري.

## حياته ونشأته
وُلِدَ الفنان الراحل حـسان عبد الحميد الـتناري سنة 1960 في مدينة معرة النعمان السورية بلدة الشاعر أبا العلاء المعري. عاش في مدينة حلب السورية ودرس في المعهد العربي للموسيقى بحلب منذ سنة 1968 حتى 1973 ونال شهادة التخرج بدرجة الامتياز .
تتلمذ على يد الدكتور الأستاذ سعد الله أغا القلعة والمرحوم الأستاذ علي واعظ ودرس آلة القانون دراسة تفصيلية بحب وعمق وتفهم فأبدع,بالإضافة إلى الموهبة التي أعطاه إياها الله .

## مسيرته
- نال شرف عضوية نقابة الفنانين بجدارة عام 1976 رغم صغر سنه وبعدها أخذ صفة رئيس فرقة نقابة الفنانين ومُنِحَ الكثير من كُتب الشكر لجهوده المبذولة من النقابة.
- عُين عام /1979/م رئيسًا لفرقة نادي ضباط موقع دمشق خلال تأديته لخدمة العلم .

- عَمِلَ مع الفنان الكبير الأستاذ صباح فخري منذ عام 1979 ولمدة خمسةَ عشرَ عاماً.

- شكَل فرقة موسيقية تحمل أسم فرقة الوتر الذهبي حيث كان رئيسها وعَمِلت الفرقة مع ألمع وأشهر المطربين السوريين والعرب .

- نال شرف التقدير من الرئيس السوري الراحل حافظ الأسد والعماد أول مصطفى طلاس كما حصل على جوائز وميداليات ومنها الميدالية الذهبية من القوات المسلحة الملكية المغربية .

- عَمِلَ مُدَرِساَ في المعهد الموسيقي بحلب وتخرج العديد من عازفي آلة القانون على يده .

- خلال رحلاته الفنية زار معظم العواصم العربية والعالمية .

- شارك الفرقة الماسية المصرية ببعض التسجيلات الموسيقية .

- مَثّلَ بلدهُ سورية على آلة القانون من خلال عدة مهرجانات ومِنها مهرجان مركز الموسيقى العربية المتوسطية عام /2000/م بتونس , ومهرجان المعهد العربي للموسيقى عام/2001/م في العاصمة الفرنسية باريس , ومهرجان الكونسرفتوار الوطني العالي للموسيقى عام /2003/م في لبنان , كما دُعِيَ إلى مهرجان الموسيقى في مصر وتركيا والجزائر وبسبب التزاماته الفنية أعتذر عن المشاركة .

## أعماله
وَضَعَ (ميتود) منهاجاً مدوناَ لتدريس آلة القانون وأعتمده الكثيرون حيث انتشر هذا المنهاج في الوطن العربي دون أن يعمل على نشره رسمياً .
لحن العديد من المقطوعات الموسيقية الموجودة في أرشيف إذاعة حلب بالإضافة إلى العزف المنفرد والتقاسيم , وكان آخر ألحانه سماعي من نغم الباستانيكار .
نال ثُلُثَ الكتاب الذي كتبته الباحثة الموسيقية هدى خليفة محمد خليفة عن الفنان الراحل حسان التناري في كتاب يبحث في دراسة مقارنة أساليب العزف على آلة القانون في مصر وسوريا في الفترة الممتدة ما بين عام /1965/م وعام/1985/م تحت إشراف الأستاذ الدكتور نبيل عبد الهادي شوره و المدرس الدكتور يسري حنفي حسين الحامولي حيث تحدثت الكاتبة عن براعته وأسلوبه المتميز بالعزف على القانون ونوطت الكثير من تقاسيمه المرتجلة داخل الكتاب و ذلك عام /2001/م .

## وفاته
توفي عن عمر يناهز 44 عاماً في 21 من شهر ديسمبر سنة 2004 /الموافق 21 من شوال 1425 هـ.

## جوائز
قامت وزارة الثقافة السورية بالتعاون مع نقابة الفنانين بحلب بتاريخ 12/12/2011 بتكريم ذكرى الفنان حسان تناري بإقامة أمسية تأبين موسيقية عُزفت فيها عدة مقطوعات موسيقية من ألحانه وحضرها كبار الفنانين والموسيقيين في مدينة حلب
وعزف فيها كبار الموسيقيين في حلب بينما مثل وجوده على آلة القانون أبنه ملهم حسان تناري

## معرض الصور

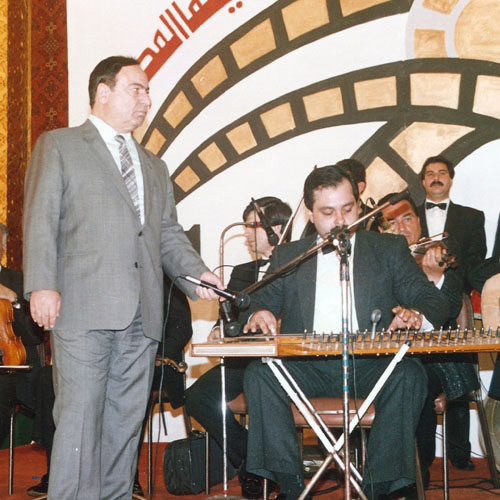
حسان تناري مع الفنان صباح فخري
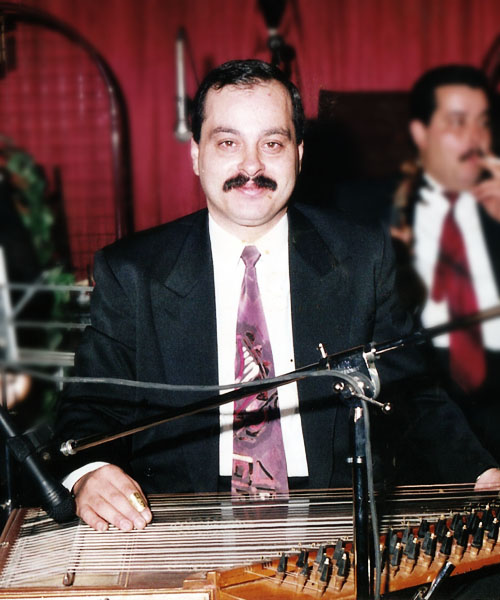
حسان تناري في إحدى حفلاته
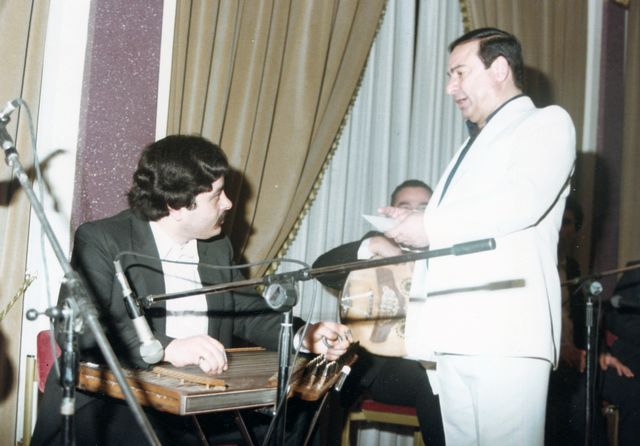
حسان تناري في إحدى حفلاته مع الفنان الكبير صباح فخري
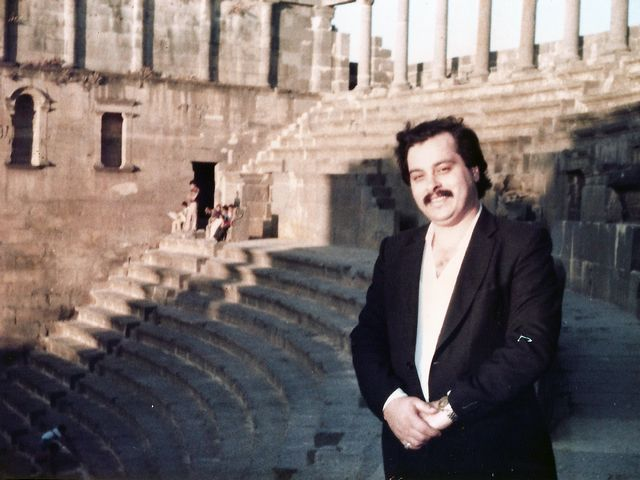
حسان تناري على مدرج جرش الأثري في الأردن

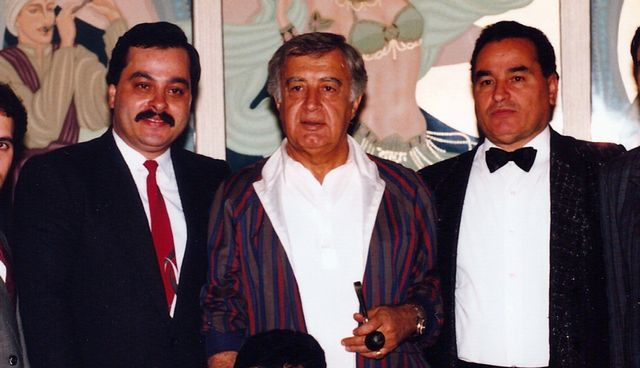
حسان تناري مع المخرج العالمي مصطفى العقاد وبجانبهم والده عبد الحميد تناري
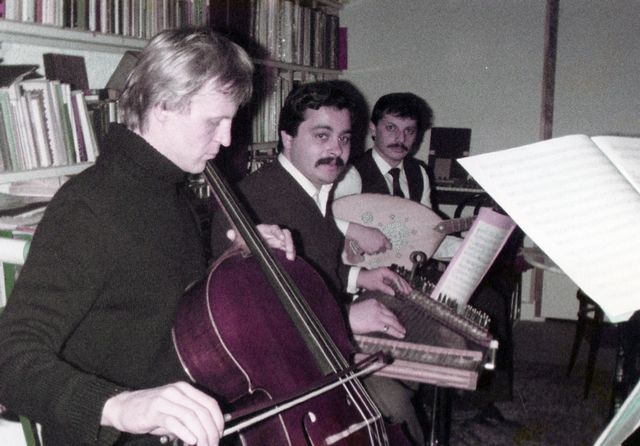
حسان تناري في إحدى التسجيلات في ألمانيا
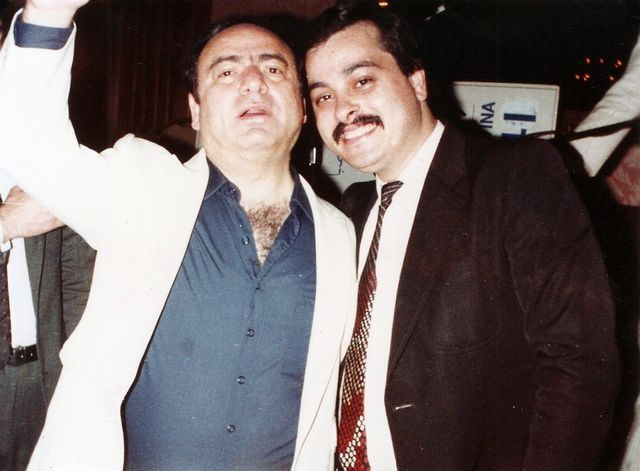
حسان تناري مع الفنان الكبير صباح فخري
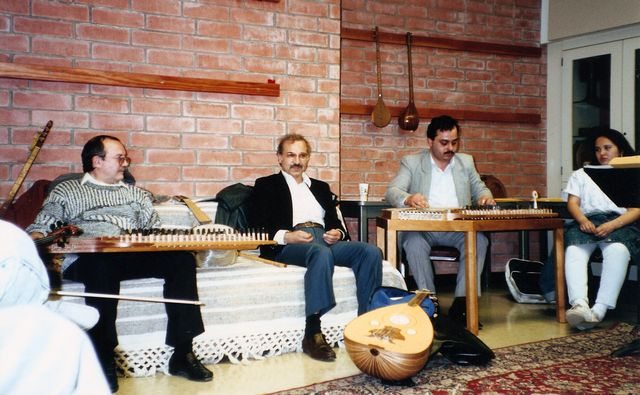
حسان تناري في جامعة كاليفورنيا للموسيقى

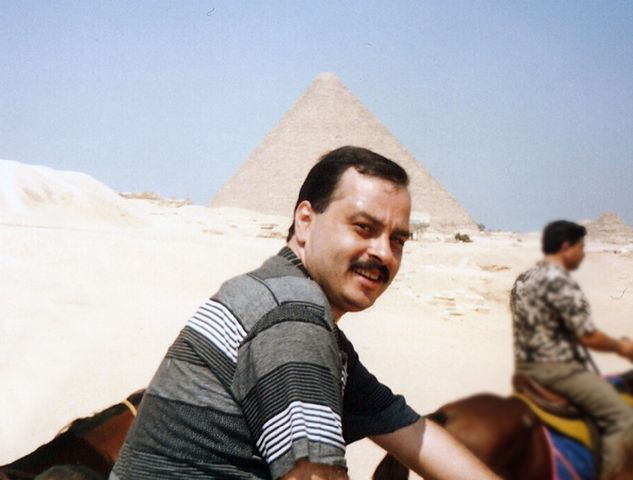
حسان تناري في إحدى جولاته في مصر
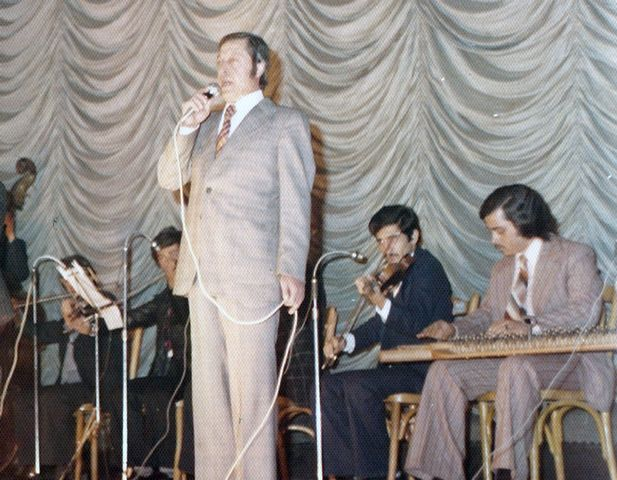
حسان تناري مع الفنان الكبير الراحل محمد خيري
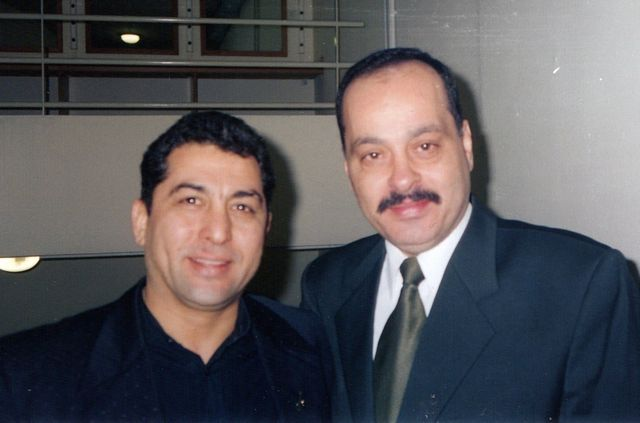
حسان تناري مع عازف القانون التركي خليل قرادومان
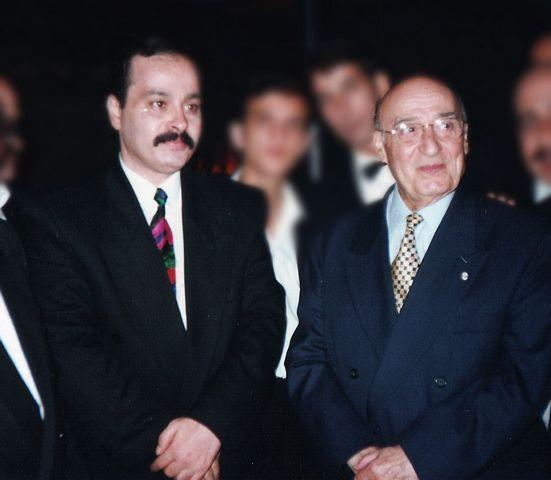
حسان تناري مع الفنان الكبير وديع الصافي

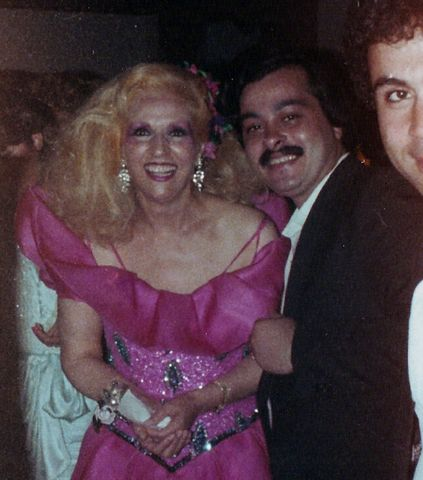
حسان تناري مه الفنانة الكبيرة صباح
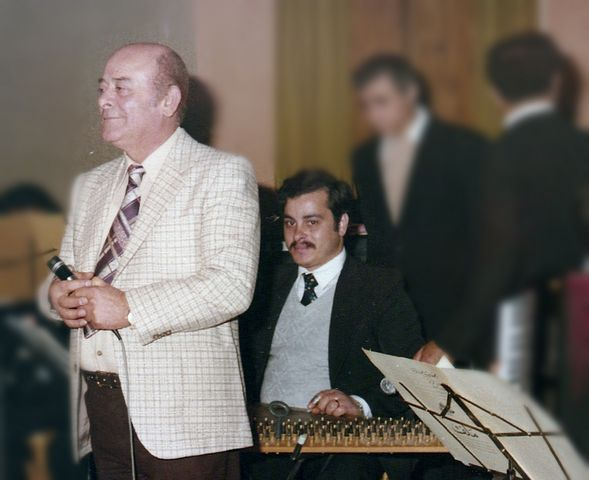
حسان تناري مع الفنان الكبير الراحل نصري شمس الدين
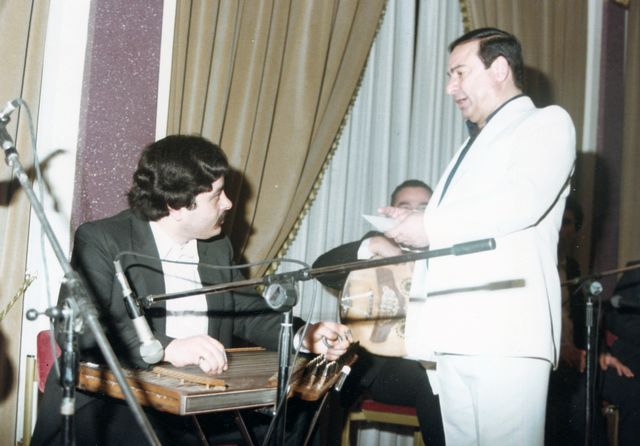
حسان تناري في إحدى حفلاته مع الفنان الكبير صباح فخري
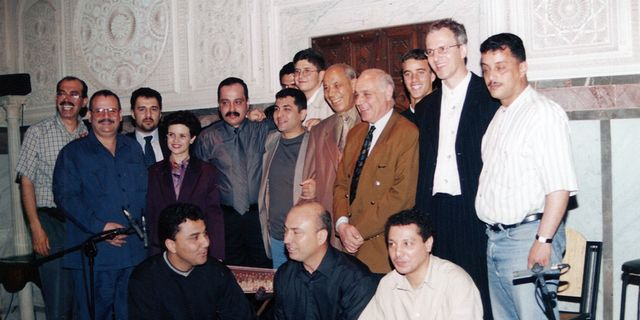
حسان تناري مع المشاركين في مهرجان القانون بتونس 1999